# سیارک ۳۶۰۱
سیارک ۳۶۰۱ (به انگلیسی: 3601 Velikhov، نامگذاری:1979SP9) سه هزار و ششصد و یکمین سیارک کشف شده‌است که در ۲۲ سپتامبر ۱۹۷۹ کشف شد.
قدر مطلق سیارک برابر ۱۲٫۳۰ است.